# Hoppas på det bästa
Hoppas på det bästa är ett album från 2011 av det svenska dansbandet Drifters.

## Låtlista
1. Hoppas på det bästa (Mats Tärnfors/ Marika Lindén)
2. Kom tillbaks (Henrik Sethson/Mats Tärnfors/Ulf Georgsson)
3. Nina, fina Ballerina (Benny Andersson/Björn Ulvaeus)
4. Pack Up (Tim Woodcock/Eliza Doolittle/Felix Powell/George Asaf/Matthew Prime)
5. Hallå, jag ringer på (Thomas Berglund/Ulf Georgsson /Per Samuelsson)
6. Xanadu (Jeff Lynne)
7. Adios, Goodbye (Henrik Sethson/Mats Tärnfors/Ulf Georgsson)
8. En man i byrån (Wilbur Meshel/ Peter Himmelstrand)
9. Sun Street (Vinzente de la Cruz)
10. The Things You Do (Henrik Sethson/Thomas G:sson)
11. Om hela världen sjöng en sång (Roger Greenway/William Backer/Raquel Davis /Roger Cook /Lennart Reuterskiöld)
12. September (Anders Wigelius/Ulf Georgsson)

## Listplaceringar
| Lista (2011-2012) | Topplacering |
| ----------------- | ------------ |
| Sverige           | 6            |

### Fotnoter
1. ↑  Jimmy Björklund (22 oktober 2011). ”Drifters i Bingolotto”. Dansbands-Jimmy. Arkiverad från originalet den 31 december 2011. https://web.archive.org/web/20111231234831/http://www.dansbandsjimmy.se/2011/10/drifters-i-bingolotto.html. Läst 19 juni 2012.
2. ↑  ”Hoppas på det bästa”. Svensk mediedatabas. 7 maj 2011. http://smdb.kb.se/catalog/id/002771430. Läst 19 juni 2012.
3. ↑  Listplacering, läst 25 december 2013